# 1321年
| 千纪： | 2千纪 |
| 世纪： | 13世纪 \| 14世纪 \| 15世纪                                                                                 |
| 年代： | 1290年代 \| 1300年代 \| 1310年代 \| 1320年代 \| 1330年代 \| 1340年代 \| 1350年代                           |
| 年份： | 1316年 \| 1317年 \| 1318年 \| 1319年 \| 1320年 \| 1321年 \| 1322年 \| 1323年 \| 1324年 \| 1325年 \| 1326年 |
| 纪年： | 辛酉年（鸡年）；元至治元年；越南大慶八年；日本元應三年，元亨元年；高丽至理元年                             |

## 大事记
- 元英宗改年號至治
- 佛罗伦萨大学成立
- 立陶宛大公格迪米納斯攻下基輔，基輔大公國開始淪入立陶宛大公國之手。

## 出生
- 張士誠，原名張九四，泰州白駒鎮（今江蘇大豐）人，元朝末年的起義軍領袖之一。
- 劉福通，潁州（今安徽阜陽界首市）人。元末民變領袖。

## 逝世
- 瑞典国王比尔耶尔·马格努松
- 意大利诗人但丁